# Георгіївська медаль
Георгіївська медаль — медаль Російської імперії, заснована 10 серпня 1913 замість 4-х статечної медалі «За хоробрість», заснованої в 1878 році, і зарахована до Військового Ордену Святого Великомученика і Переможця Георгія. 
Медаль призначалася для нагородження нижніх чинів (рядових і унтер-офіцерів) за бойові заслуги в мирний і воєнний час, що згідно зі статутом не підходять для нагородження Георгіївським Хрестом.
Точних даних про кількість нагороджених Георгіївською медаллю немає, але відомо, що на 23 листопада 1916 року нею були нагороджені 1 мільйон 505 тисяч воїнів Російської імперії.

## Статут

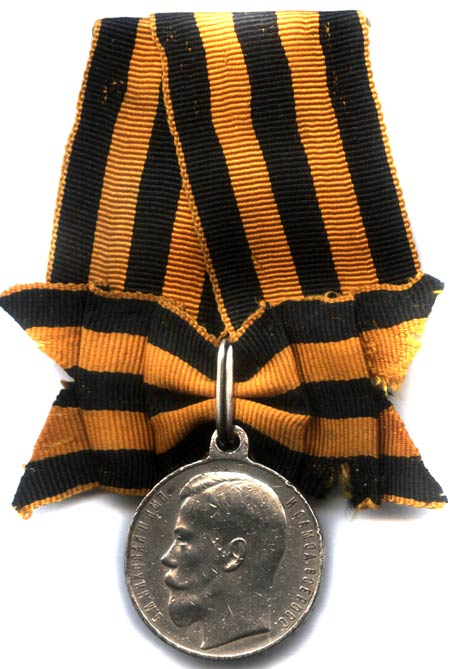
Георгіївська медаль «За хоробрість» 3-го ст.

На відміну від Георгіївського Хреста, медаль могла видаватися і цивільним особам, які зробили подвиги в бою проти ворога, точно передбачені статтями Георгіївського Хреста і, крім того: «Хто з фельдшерів або санітарів, перебуваючи протягом усього бою на бойовій лінії, під сильним і дійсним вогнем, проявляючи надзвичайну самовідданість, буде надавати допомогу пораненим або, в надзвичайно складній обстановці, винесе пораненого або вбитого.»
Медаль, як і Георгіївський Хрест, мала чотири ступені, носилася на таких же колодках з Георгіївською стрічкою. Ступені медалі відрізнялися так само, як ступеня Георгіївського Хреста: старші два ступені з золота; молодші два ступені з срібла; 1-а і 3-тя ступеня з бантом.
Нагородженому медаллю покладалася щорічна видача грошей в сумі: за 4-ю ступеня — 12 рублів, за 3-ю ступінь — 18 рублів, за 2-ю ступінь — 24 рубля і за 1-ю ступінь — 36 рублів. При нагородженні медаллю більш високого ступеня видача за нижчого ступеня припинялася. По смерті чоловіка вдова могла отримати видачу ще один рік. У разі ненавмисної втрати медалі нижнім чином йому видавалася нова медаль безоплатно за клопотанням начальства.
Передбачалися як індивідуальне нагородження солдата за конкретна відмінність, так і колективне нагородження в військовому підрозділі. Командувач армією мав право нагороджувати пожалуванням Георгіївських медалей за розрахунком від 2 до 5 медалей на роту, ескадрон, сотню, батарею. На флоті кількість медалей залежало від типу корабля. Отримавши медалі, військовий підрозділ самостійно розподіляв їх усередині відповідно до встановленої процедури.
Носилися Георгіївські медалі на грудях правіше від інших медалей і лівіше Георгіївських Хрестів. Стрічка медалі — Георгіївська.

## Опис медалі
На лицьовій стороні медалі зображений профіль Миколи II, в 1917 році портрет царя був замінений на зображення Св. Георгія. На зворотному боці — написом «За хоробрість», номер медалі та її ступінь.